# Stylurus falcatus
Stylurus falcatus là loài chuồn chuồn trong họ Gomphidae. Loài này được Gloyd mô tả khoa học đầu tiên năm 1944.